# Carl Van Loan
Carl Van Loan, né le 20 août 1980 à Utica, est un coureur du combiné nordique américain. Il a participé aux Jeux olympiques d'hiver de 2006. 

## Palmarès

### Jeux olympiques d'hiver
| Épreuve / Édition | Épreuve / Édition | Turin 2006 |
| Sprint            | Sprint            | -          |
| Gundersen         | Gundersen         | -          |
| Par équipes       | Par équipes       | 7e         |

### Championnats du monde
| Épreuve / Édition | Épreuve / Édition | Ramsau 1999 | Val di Fiemme 2003 | Oberstdorf 2005 |
| Sprint            | Sprint            | 46e         | 41e                | 33e             |
| Gundersen         | Gundersen         | -           | 28e                | 30e             |
| Par équipes       | Par équipes       | 10e         | 5e                 | 5e              |

- : n'a pas participé à l'épreuve

### Coupe du monde
- Meilleur classement général : 42e en 2003.
- Aucun podium dans des épreuves de coupe de monde (meilleure performance : 22e).

### Coupe du monde B
- 7 podiums individuels dont 1 victoire.
- Meilleur classement général : 2e en 2002.

### Championnats du monde junior
- Médaille d'or par équipes en 1999
- Médaille d'argent par équipes en 2000